# خودروی چندکاره یونیماگ

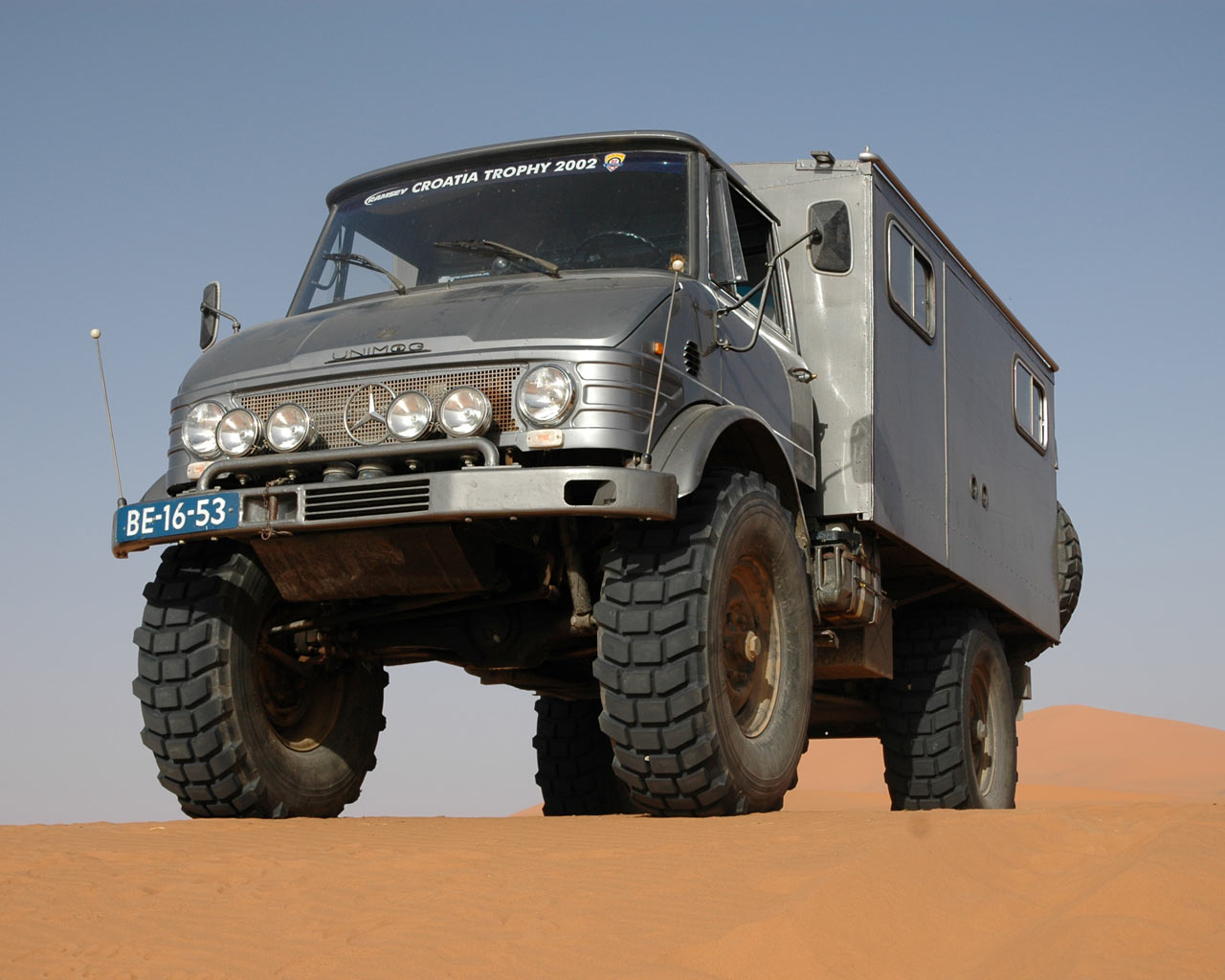
مرسدس بنز یونیماگ در تپه‌های شنی مراکش.

خودروی چندکاره یونیماگ یا اونیموگ نام نوعی از کامیون‌های کوچک چندکاره و چهار چرخ محرک ساخت شرکت مرسدس بنز آلمان است.
کامیون‌های یونیماگ در آغاز توسط شرکت بوهرینگر تولید می‌شدند.
نام یونیماگ کوتاه‌شدهٔ اول واژه‌های آلمانی «خودرو موتوری همه‌کاره» است. این کامیون‌ها امروزه تحت نام تجاری مرسدس بنز فروخته می‌شوند.
طرح این کامیون‌ها به سال‌های اولیه پس از جنگ جهانی دوم برمی‌گردد. یونیماگ در آغاز به عنوان خودروی کم‌سرعت کشاورزی جهت جابه‌جایی ابزارهای کشاورزی ساخته شدند. شاسی بلند و نرمش‌پذیر یونیماگ باعث شده تا برای راندن در زمین‌های ناهموار مناسب باشد.
در یونیماگ از موتور دیزلی استفاده شد که مشخصات مشابه با موتور دیزلی بکار رفته در کامیون مرسدز بنز ۹۱۱ دارد.
هم‌اکنون نمونه‌هایی از آن در شرکتهای زیرمجموعه وزارت نفت، اداره راه و چند مجموعه دیگر مورد استفاده قرار می‌گیرد.

## تاریخچه
اولین یونیماگ در سال ۱۹۴۶ به عنوان یک نمونه اولیه توسط آلبرت فردریک طراحی و تولید شد. طراحی و تولید اولین نمونه در ژانویه ۱۹۴۶ آغاز شد و به مدت یکسال زمان برد تا به اتمام برسد. طرح مدل یونیماگ برای تولید انبوه در سال ۱۹۴۷ شروع شد. هر چند مدل نمونه این خودرو با موتور بنزینی ساخته شده بود اما سپس موتورهای دیزل OM636 دایملر بنز تولید و جایگزین نمونه بنزینی آن شد و به عنوان موتور استاندارد بر روی یونیماگ نصب شد. از سوم ژوئن سال ۱۹۵۱، روزی که برای اولین بار یکی از قابل اعتمادترین غولهای آفرود، یونیماگ توسط شرکت خودروسازی نام آشنا آلمانی مرسدس بنز به جهانیان معرفی شد می‌گذرد و امروز پس از سالها خدمت ۲۶ نوع مختلف یونیماگ در سخت‌ترین شرایط کاری در مناطق جنگی و سایتهای ساخت و ساز و نواحی صعب العبور، مرسدس تازه‌ترین عضو این خانواده دوست داشتنی، یونیماگ-کانسپت را در معرض نمایش عموم قرار داد.

## ویژگی

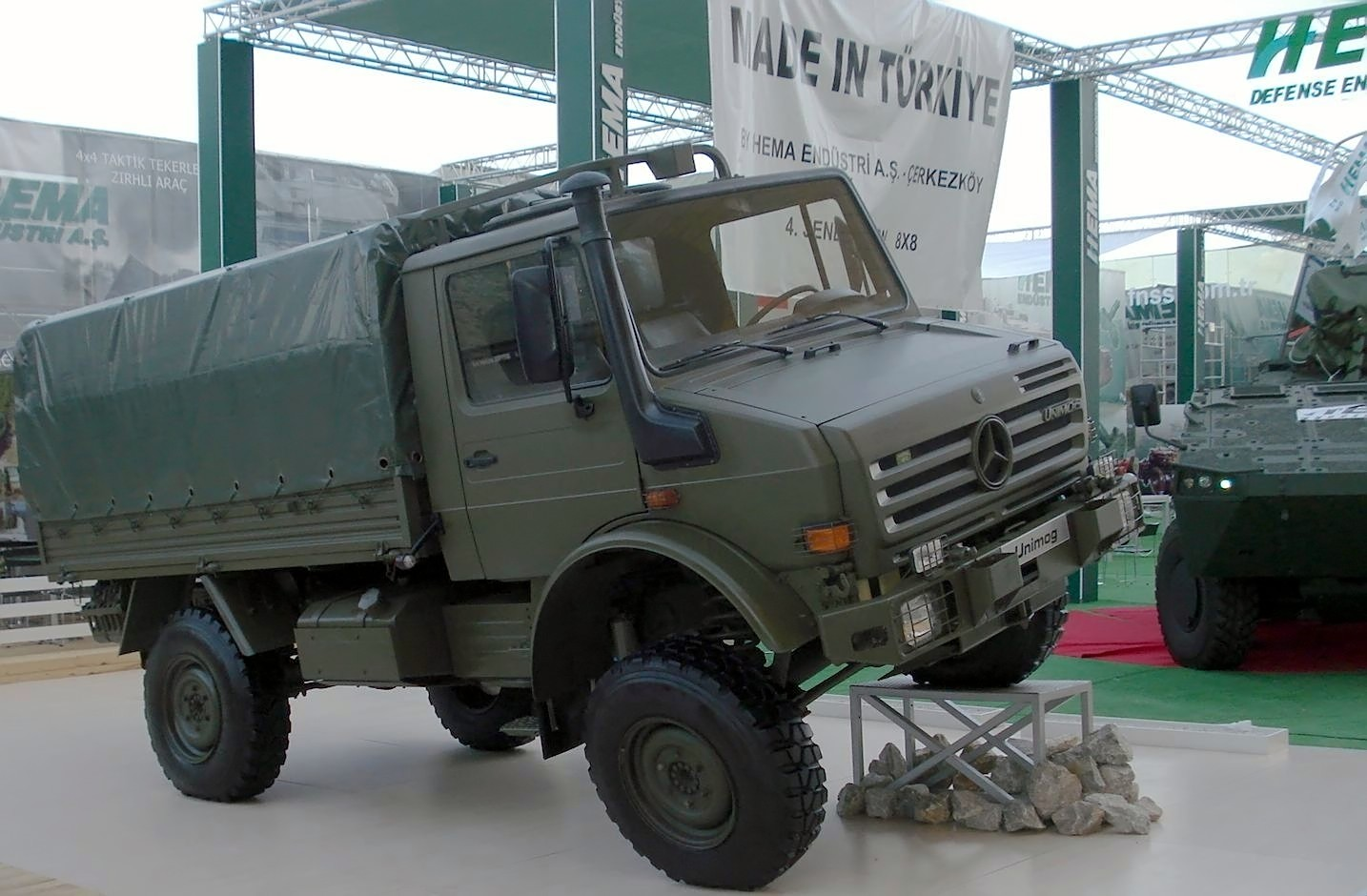
یونیماگی که بر روی سطحی بسیار ناهموار قرار گرفته اما چرخهایش هرگز از زمین جدا نشده‌اند.

مهم‌ترین شاخصه این کامیون مسطح ماندن اتاق آن در ناهمواری هاست. به طوری که اگر در هر نوع ناهمواری قرار گیرد تنها چرخهایش جابجا می‌شوند و کمک فنرهای خاص آن اتاق را صاف نگاه می‌دارند. در نا همواری‌های شدید نیز این فنرهای خاص باعث جلوگیری از بلند شدن چرخ از روی زمین و از دست دادن ایستایی کامیون می‌شود.

## دو دهه محبوبیت مرسدس بنز یونیماگ
نشریه معتبر «آف‌رود» برای سومین سال پیاپی مرسدس‌بنز مدل یونیماگ را به عنوان بهترین خودرو جاده‌ای (خارج شهر) سال برگزید. یونیماگ پیش از این نیز از سوی مجله «آل‌ویل درایو» مونیخ که در زمره معتبرترین نشریات منتشر شده در حوزه خودروهای نیمه‌سنگین و سنگین است به عنوان خودرو سال انتخاب شده بود. جالب اینجاست که این خودرو در هر دو بخش منتقدین و خوانندگان موفق شده است با اختلاف فاحشی رقبای خود را کنار بزند.
نشریه آف‌رود در حالی مرسدس یونیماگ را به عنوان بهترین خودرو جاده‌ای برگزیده است که از میان بیش از ۵۶۰۰۰ خواننده شرکت‌کننده در این رأی‌گیری اکثریت قاطعی در حدود ۵۹ درصد آرای خود را به نفع این مدل موفق بنز ثبت کرده بودند. سهم سایر ۷۹ خودرو دیگر عرضه شده در این رقابت تنها ۴۱ درصد بوده است! خوانندگان نشریه اما در انتخاب بهترین خودرو کلاسیک نیز مرسدس کلاس جی را برگزیده‌اند تا به این ترتیب خودروساز معتبر آلمان حداقل در دو گروه از مجموع ۸ گروه عنوان بهترین خودرو سال را به خود اختصاص دهد.
موفقیت این مدل از ساخته‌های مرسدس بنز اما به توفیق چند سال اخیر آن محدود نمی‌شود. یونیماگ یا در واقع بهتر است نام واقعی آن در هنگام عرضه «فونماگ» یا u 90 در همان نخستین سال ورود به بازارهای جهانی یعنی سال۱۹۹۴ به عنوان یکی از بهترین خودروهای چند کاره در بازار که دارای تمامی مشخصات و ویژگی‌های خودروهای شهری، تفریحی، جاده‌ای و حتی کار و تجاری بود، برگزیده شده و عنوان خودرو سال را از آن خود کرد. از آن سال به بعد در بیش از دو دهه از تولید مدل‌های مختلف این خودرو، محبوبیتآن همچنان حفظ شده است. یونیماگ که از سال۲۰۰۲ تاکنون در سه مدل U3000، U4000 و U5000 تولید و به بازار عرضه می‌شود.
معمولاً توسط ادارات آتش‌نشانی، خدمات شهری، مراکز امداد و کمک‌رسانی به حادثه دیدگان، جنگلبانی، حمل‌ونقل بار و محموله پستی و … به کار گرفته می‌شوند. مدیران شرکت امیدوارند از سال آینده با عرضه چندین مدل دیگر به بازار بتوانند میزان نفوذ این خودرو در میان خانواده‌ها را هم افزایش دهند. اونیموگ در حال حاضر بیشتر خودرویی مطلوب و مناسب برای فعالیت‌های منظم اداری یا تجاری است، اما مدیران بنز معتقدند با اندکی افزایش امکانات و برخی تعدیلات در طراحی داخلی این خودرو می‌توانند آن را به راحتی تبدیل به خودرویی کنند که حتی در خارج از ساعات کار هم اعضای خانواده از نشستن در آن لذت ببرند. اونیموگ‌های جدید به این ترتیب به شاسی-بلندهای قدرتمند و چندکاره تبدیل خواهند شد.

## جوان‌ترین عضو از خانواده مرسدس بنز یونیماگ
جوانترین عضو خانواده اونیموگ‌ها که به احترام بزرگ‌ترین جد خود، مدل M-B 1951 با کابینی بدون سقف طراحی شده، در آوانگاردترین حالت ممکن، مشخصه‌های طراحی قدیمی و مدرن اونیموگ را در هم آمیخته است. از چشم گیرترین قسمتهای طراحی اونیموگ که به گفته مرسدس بنز، نماینده چهره جدید کلیه خودروهای تجاری جدید این کمپانی ست، می‌توان به سپرهای بزرگ و برجسته، رینگهای عظیم با طرح ۵ پر و چراغهای جلو که در آنها از ای.ای. دی استفاده شده است اشاره کرد. رنگ سبز روشن این کانسپت نیز با الهام از قورباغه سمی که قادر به حرکت در سخت‌ترین شرایط در خاک و آب است انتخاب شده است. اونیموگ-کُنسپت غول سبز دایملر بر روی شاسی مدرن‌ترین اونیموگ – مدل او-۵۰۰ – استوار شده است و برای جلوه بیشتر یکی از مهم‌ترین قسمتهای تعلیق بی نقص اونیموگ، فنرلولهای عظیم آن با رنگ قرمز پوشش داده شده‌اند.

## نگارخانه

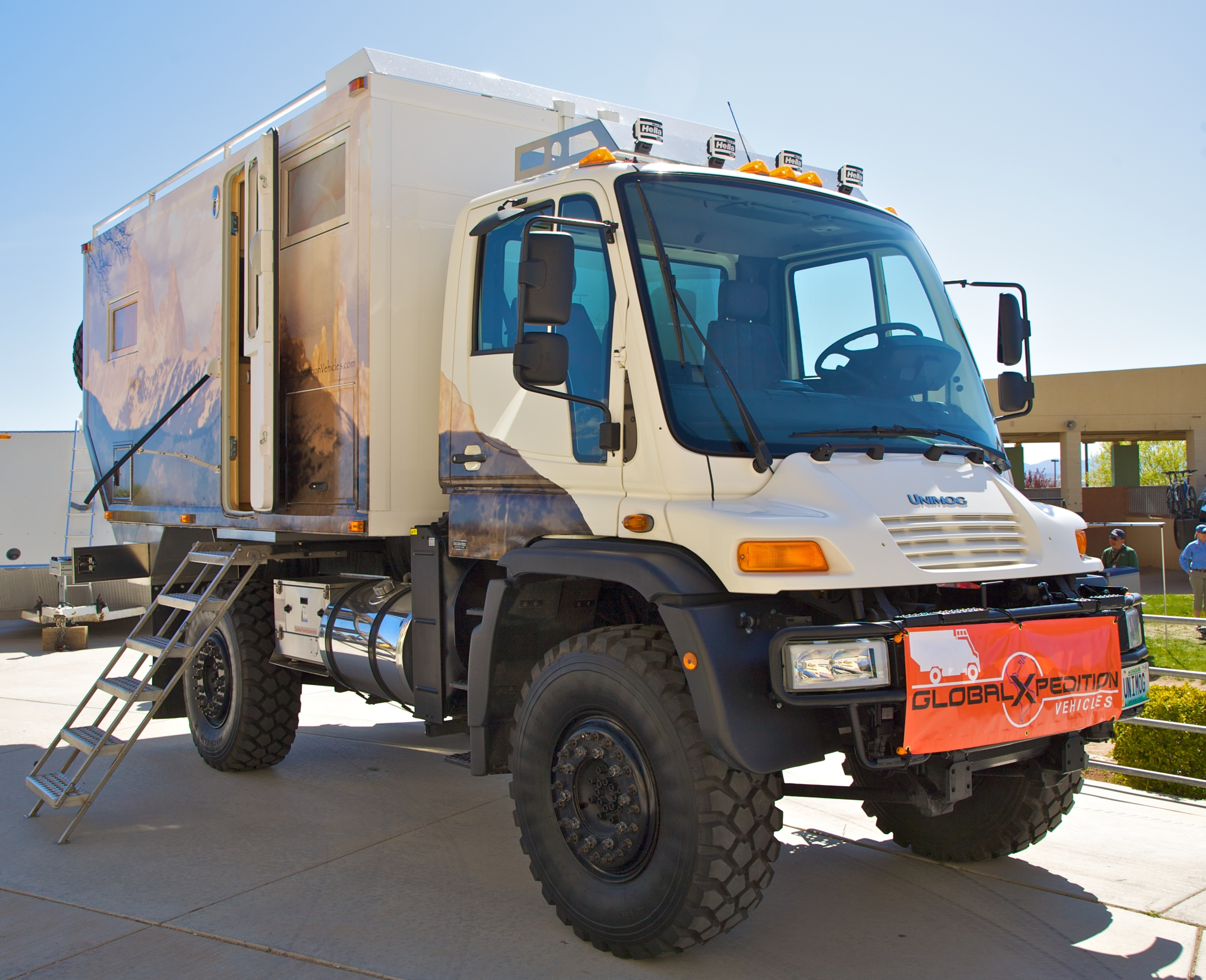
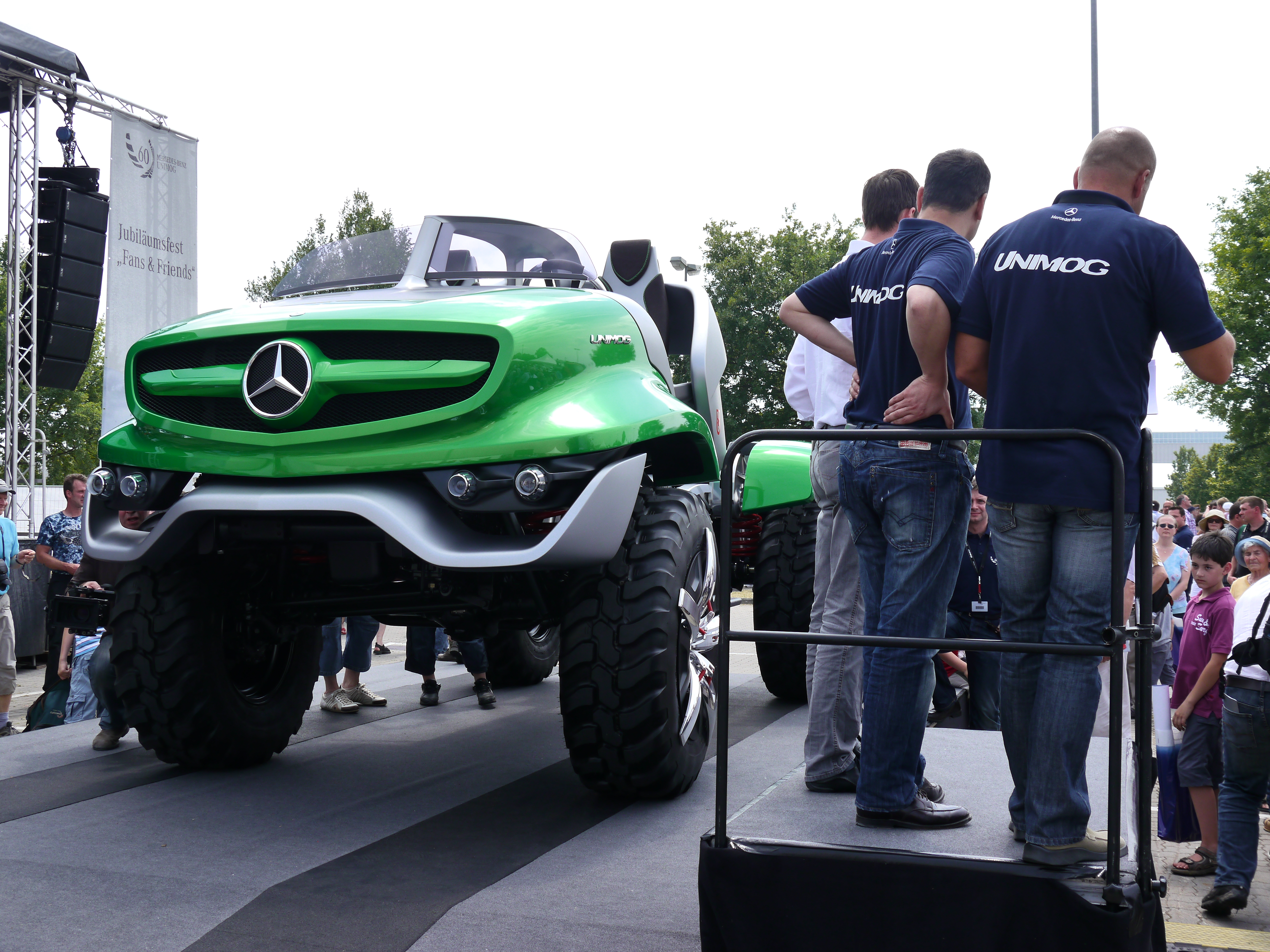